# 西格拉姆大厦
西格拉姆大厦（英語：Seagram Building）是位于纽约的一座摩天大楼。坐落在公园大道375号，曼哈顿中城第52大街和53大街之间。由德裔建筑师密斯·凡·德羅和美国人菲利普·约翰逊共同设计，1958年完工。全楼高157米，共38层。西格拉姆大厦被认为是功能主義建築的经典、现代主义建筑美学的杰作。

## 外部連結
- 官方网站
- in-Arch.net: The Seagram Building
- Architectural history and description （页面存档备份，存于）
- Capsule descriptive quotes （页面存档备份，存于）
- Herbert Muschamp's encomium （页面存档备份，存于）
- The Four Seasons Restaurant （页面存档备份，存于）